# Partido de fútbol del Congreso
El partido de fútbol del Congreso (en inglés: Congressional Soccer Match; acrónimo: CSM, por sus siglas en inglés) es un partido anual de fútbol en el que participan miembros y empleados del Congreso de los Estados Unidos, así como también atletas, embajadores, corporaciones y líderes comunitarios. Es patrocinado por la Fundación de Fútbol de Estados Unidos, y copatrocinado por el Caucus de Fútbol del Congreso. Se juega desde 2013.

## Resultados
Las ediciones de 2020 y 2021 fueron suspendidas debido a la pandemia de COVID-19.
| 24 de abril de 2013 | Equipo gris                                          | 6-6     | Equipo amarillo                   | Hotchkiss Field, Washington D. C. |                              |
|                     | - Reichert - Van Hollen - Messer - McDermott - Doyle | Reporte | - Jones - Reyna - Sommer - Harkes | Asistencia: 400 espectadores      | Asistencia: 400 espectadores |

| 7 de abril de 2014 | Demócratas | 7-6     | Republicanos | Estadio RFK, Washington D. C. |                              |
|                    |            | Reporte |              | Asistencia: 800 espectadores  | Asistencia: 800 espectadores |

| 13 de abril de 2015 | Republicanos | 8-4     | Demócratas | Estadio RFK, Washington D. C. |                              |
|                     |              | Reporte |            | Asistencia: 800 espectadores  | Asistencia: 800 espectadores |

| 17 de mayo de 2016 | Demócratas | 7-4     | Republicanos | Estadio RFK, Washington D. C. |                               |
|                    |            | Reporte |              | Asistencia: 1200 espectadores | Asistencia: 1200 espectadores |

| 24 de mayo de 2017 | Demócratas | 5-3     | Republicanos | Estadio RFK, Washington D. C. |                               |
|                    |            | Reporte |              | Asistencia: 1000 espectadores | Asistencia: 1000 espectadores |

| 23 de mayo de 2018 | Demócratas | 5-4     | Republicanos | Campo Buchanan, Washington D. C. |                              |
|                    |            | Reporte |              | Asistencia: 600 espectadores     | Asistencia: 600 espectadores |

| 21 de mayo de 2019 | Republicanos | 6-5     | Demócratas | Audi Field, Washington D. C.  |                               |
|                    |              | Reporte |            | Asistencia: 1000 espectadores | Asistencia: 1000 espectadores |

| 27 de abril de 2022 | Demócratas                                                       | 5-3     | Republicanos                                  | Audi Field, Washington D. C.  |                               |
|                     | - Salazar 34' - McMillan 38' - Olsen 40' - Nguyen 45' - Fins 68' | Reporte | - Gonzalez 14' - Gallagher 20' - Quaranta 65' | Asistencia: 1000 espectadores | Asistencia: 1000 espectadores |

| 13 de junio de 2023 | Republicanos | 4-2     | Demócratas | Audi Field, Washington D. C. |  |
|                     |              | Reporte |            |                              |  |